# Christoph Wilhelm I. von Thürheim
Christoph Wilhelm I. von Thürheim (* 13. März 1661 in Salaberg; † 8. Januar 1738 in Linz) aus dem Geschlecht der Thürheim war Oberst-Erbland-Falkenmeister unter den habsburgischen Kaisern Joseph I. und Karl VI. und von 1713 bis 1738 Hauptmann des Landes ob der Enns.

## Leben
Christoph Wilhelm war der erstgeborene Sohn von Christoph Leopold von Thürheim und Anna Judith von Salburg (1669/70–1751). Nach einem Studium der Rechte an der Parma unternahm er ausgedehnte Reisen durch Italien, Frankreich und die Niederlande. Nach dem Tode seines Vaters erbte er 1689 die Herrschaft Weinberg.
Christoph Wilhelm war beruflich anfangs k. k. Kämmerer, Rath und Landrath in Österreich ob der Enns. Als Landeshauptmann musste er die Pestseuche bewältigen, die zwischen Juli 1713 und Februar 1714 im Land wütete. In den Folgejahren ließ er die enorm hohen Baukosten der Dreifaltigkeitssäule am Linzer Hauptplatz überprüfen, die als Dank für die Befreiung von den der Pest und die Errettung aus Kriegsgefahren errichtet wurde.
Am 23. August 1732 war er an führender Stelle bei der Huldigung Kaiser Karls VI. in Linz beteiligt. Die bei dieser Huldigung verwendeten reichverzierten Stücke, die sich bis 1945 im Familienmuseum des Schlosses Weinberg befunden hatten, gehören heute zum Bestand der Waffensammlung des Kunsthistorischen Museums in Wien.
Christoph Wilhelm wurde in der Familiengruft in der Pfarrkirche Kefermarkt bestattet.

## Familie
Christoph Wilhelm vermählte sich am 25. September 1690 mit Maria Francisca Michaela von Kuefstein, welche ihm sechzehn Kinder gebar und nach dem Tode ihres Neffen Gottlieb Max Kuefstein 1748 die Herrschaften Schwertberg, Windegg, Poneggen, das Harter Schlössel und Hartheim erbte. Sie errichtete eine barocke Apotheke im Schloss Weinberg, die im 20. Jahrhundert ins Schlossmuseum Linz kam. Gleich ihrem Gemahl ist sie in der Kefermarkter Familiengruft bestattet.
Der gleichnamige Enkel Christoph Wilhelm II. von Thürheim war ebenfalls lange Zeit Landeshauptmann von Oberösterreich.

## Würdigung
Christoph Wilhelms Porträt in Lebensgröße sowie mehrere Brustbilder von ihm befinden sich im Schloss Weinberg.